# Davide Brivio
Davide Brivio (Milán, 17 de marzo de 1988) es un futbolista italiano que juega como defensor para el club FC Chiasso de la Challenge League.

## Carrera en el club
Brivio comenzó su carrera profesional en el Atalanta.

### Fiorentina
El 30 de agosto de 2005, Brivio dejó Atalanta, que acababa de ser descendido a la Serie B, para unirse a la Fiorentina, que compró la mitad de la licencia del jugador, por € 1 millón.
Brivio hizo su debut en la Serie A el 15 de abril de 2006 en el hogar de Treviso. Él jugó otro partido el 7 de abril de 2007 contra Ascoli.
Atalanta volvió a comprar todos los derechos de propiedad de Fiorentina de Brivio durante el verano de 2007 por una subasta ciega por € 516.000.

### Vicenza y Lecce
El 7 de agosto de 2007, fue vendido a Vicenza en otro arreglo de titularidad conjunta, como parte de un acuerdo que trajo Simone Padoin a Atalanta.
En el verano de 2008, Brivio jugó una vez en la Serie B antes de ser cedido al Genoa CFC. Sin embargo, solo jugó una vez en la Serie A en diciembre, cuando regreso a Vicenza. En julio de 2010, firmó con Lecce de la Serie A en un acuerdo de copropiedad, de 750.000 €. Como parte del acuerdo, la mitad de los derechos de registro de Alain Baclet fue vendido a Vicenza por € 400,000, así como el préstamo de Raffaele Schiavi, el acuerdo de Brivio solo involucró € 350.000 en efectivo.
Después de ayudar a Lecce a no ser descendido en Serie A 2010 – 11, Lecce compró el 50% de los derechos por 750.000 €. Co-actualmente, Vicenza no quiso firmar Schiavi por el mismo precio, hicieron el trato directo intercambio sin dinero en efectivo.

### Atalanta
El 6 de julio de 2012, Brivio firmó un contrato con su primer club Atalanta.

## Carrera internacional
Él fue uno de los semifinalistas con Italia fueron derrotados por los Países Bajos en el Campeonato 2005 de Europa de Fútbol Sub-17, y participó en la victoria italiana sobre Croacia en el Tercer lugar Playoff. Él era también un miembro del equipo italiano en el Campeonato Mundial de la FIFA sub-17 de 2005. Brivio hizo su debut internacional de la juventud en junio de 2003, los partidos de la temporada del equipo Sub-16 (nacido en 1987).
El 12 de agosto el 2009 hizo su debut con el equipo nacional de Italia Sub-21 en un partido amistoso contra Rusia.

## Clubes

### Carrera juvenil
| Club     | País   | Periodo |
| -------- | ------ | ------- |
| Atalanta | Italia |         |

### Carrera profesional
| Club                    | País   | Periodo   | Partidos (goles) |
| ----------------------- | ------ | --------- | ---------------- |
| Fiorentina              | Italia | 2005-2007 | 2 (0)            |
| Vicenza                 | Italia | 2007-2010 | 46 (1)           |
| Genoa→(cesión)          | Italia | 2008      | 1 (0)            |
| Lecce                   | Italia | 2010-2012 | 48 (2)           |
| Atalanta                | Italia | 2012-2016 | 57 (3)           |
| Hellas Verona→(cesión)  | Italia | 2014-2015 | 13 (0)           |
| Genoa C.F.C.            | Italia | 2016-2018 | 0 (0)            |
| Virtus Entella→(cesión) | Italia | 2017-2018 | 18 (1)           |
| F. C. Chiasso           | Suiza  | 2019-Act. |                  |

## Selección nacional
| Selección     | País   | Periodo   | Partidos (goles) |
| ------------- | ------ | --------- | ---------------- |
| Italia sub-16 | Italia | 2003-2004 | 13 (0)           |
| Italia sub-17 | Italia | 2004-2005 | 16 (0)           |
| Italia sub-19 | Italia | 2005-2007 | 7 (0)            |
| Italia sub-20 | Italia | 2007      | 1 (0)            |
| Italia sub-21 | Italia | 2009      | 3 (0)            |